# Лукерино
Лукерино — деревня в Бабушкинском районе Вологодской области.
Входит в состав Рослятинского сельского поселения, с точки зрения административно-территориального деления — в Рослятинский сельсовет.
Расстояние по автодороге до районного центра села имени Бабушкина составляет 75 км, до центра муниципального образования Рослятино — 5 км. Ближайшие населённые пункты — Челищево, Рысенково, Афаньково.
Население по данным переписи 2002 года — 67 человек (36 мужчин, 31 женщина). Преобладающая национальность — русские (99 %).